# Ермаков, Михаил Тимофеевич
Ермаков Михаил Тимофеевич (род. 1902, Шемалаково, Буинский уезд, Симбирская губерния, Российская империя — после 1941) — советский общественно-политический деятель. Председатель Центрального совета Осоавиахима (ЦС ОАХ) Чувашской АССР (1932—1937).
В 1937 году репрессирован по делу «чувашской буржуазно-националистической организации».

## Биография
Родился в чувашской крестьянской семье в селе Шемалаково Шемалаковской волости Буинского уезда Симбирской губернии. Получил низшее образование.
В конце 1920-х годов был судим за сокрытие хлебных излишков.
В 1932 году был избран председателем Центрального совета Осоавиахима Чувашской АССР. В своей статье «Не сдавать позиции, двигаться только вперед» М. Т. Ермакова пишет: «Основное внимание должно быть уделено внедрению военно-массовых мероприятий среди трудящихся. Надо добиться полного охвата трудящихся работой по изучению противовоздушной и противохимической обороны».
В 1934 году глава правительства ЧАССР В. И. Токсин обязал М. Т. Ермакова привлечь своих подчинённых — «непосредственных виновников развала финансового состояния некоторых районных организаций Осоавиахима ЧАССР» — к дисциплинарной и судебной ответственности .
15 октября 1937 года был арестован органами НКВД Чувашской АССР.  В дальнейшем находился под стражей во внутренней тюрьме НКВД ЧАССР. В числе первых лиц Чувашской АССР был обвинен в том, что был участником «контрреволюционной буржуазно-националистической организации, проводившей на протяжении ряда лет вредительскую подрывную деятельность в народном хозяйстве ЧАССР и ставившей конечной целью свержение советского строя». Дело было рассмотрено Приволжским Военным трибуналом в октябре—ноябре 1939 года. В приговоре, вынесенном 19 ноября 1939 года, М. Т. Ермаков, как один из основных фигурантов дела, был приговорен к расстрелу (статьи 19, 58.2, 58.7, 58.11 УК РСФСР). 20 мая 1940 года Военная коллегия Верховного суда СССР приняла решение пересмотреть приговор суда и направить на доследование. При пересмотре дела Приволжским Военным трибуналом 13 февраля 1941 года материалы дела М. Т. Ермакова были направлены на рассмотрение Особым совещанием при НКВД СССР.
Особым совещанием при НКВД СССР 16 сентября 1941 года М. Т. Ермаков, обвинённый в «участии в антисоветской буржуазно-националистической организации и ведении контрреволюционной деятельности», был привлечен к ответственности и заключён в ИТЛ сроком на 8 лет, считая срок с 15 октября 1937 года.
Реабилитирован 15 августа 1956 года. Президиумом Верховного суда ЧАССР «Постановление бОсобого совещания при НКВД СССР в отношении Ермакова отменить и дело производством прекратить за недоказанностью обвинения».

## Личная жизнь
На момент ареста проживал в городе Чебоксары по улице Урицкого (д. 29, кв. 8).